# Мадлен (випічка)
Мадлен (фр. madeleine) — французьке бісквітне тістечко невеликого розміру, зазвичай у формі морських гребінців.  Походить із округу Коммерси. Ця випічка має великий успіх у Франції і Європі загалом.
Тісто, замішане на харчовій соді з борошна, цукрової пудри, яєць, вершкового масла і рому, за допомогою шприца викладають на спеціальну деку з фігурними заглибленнями.
Найбільш поширена версія походження цього тістечка пов'язана з ім'ям титулярного короля Польщі і останнього герцога Лотарингії в 1737—1766 роках — Станіслава Лещинського (1677-1766). В 1755 році Лещинський давав урочистий обід у своєму замку в Коммерсі (Лотарингія), однак перед прийомом йому повідомили, що між інтендантом і кухарем сталася сварка, в результаті якої кухар звільнився і пішов, не приготувавши десерту. Служниця Мадлен Польм'є (Madeleine Paulmier) запропонувала приготувати тістечка за рецептом своєї бабусі. Тістечка виявилися надзвичайно смачними, і нову страву назвали на честь служниці.
Своєю всесвітньою популярністю «мадленки» зобов'язані роману Марселя Пруста «На Сваннову сторону» (першому в циклі з семи романів «У пошуках утраченого часу»). В одній з найвідоміших сцен світової літератури головний герой занурює тістечко в чай — і оповідь на сотні сторінок переноситься в дитинство, з яким у нього навічно асоціюється смак цього тістечка. Андре Моруа пов'язує це з дитячими автобіографічними спогадами самого письменника. У французькій мові вираз «мадленка Пруста» перетворився на метафору, що означає «смак дитинства».